# Leopold Dreher

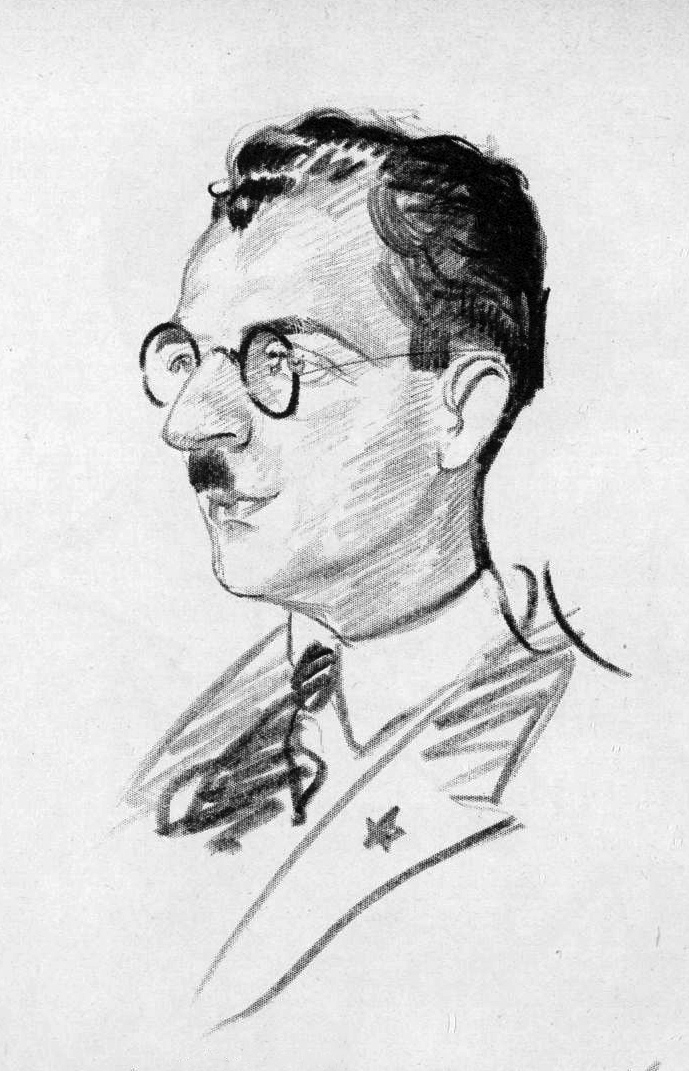
Porträt Leopold Drehers, von Oszkár Lázár (1925)

Leopold Dreher (Pseudonym: Leo Turno; geboren am 24. Oktober 1896 in Krakau als Sohn von Abraham Aron Dreher und Breindel Lea Rabinowicz; gestorben 1941 in Lemberg) war ein galizischer Advokat, aktiver Esperantist und jüdischer Zionist.

## Leben
Leopold Dreher engagierte sich aktiv für den Zionismus und schrieb einiges auf Hebräisch. Im Jahre 1911 wurde er jedoch Esperantist. 1912, anlässlich des in seiner Heimatstadt stattfindenden Esperanto-Weltkongresses, befand er sich im dortigen Vorbereitungskomitee. 1918 ermunterte er zur Herausgabe der Zeitschrift Esperanta Voĉo, bei der er mehrere Jahre lang als Redakteur fungierte. Dreher war Mitglied im Exekutivkomitee von Pola Esperanto-Delegitaro, der bis 1933 wichtigsten polnischen Esperanto-Schirmorganisation Polens. Seine erste Übersetzung (aus dem Deutschen) erschien 1913 in der Zeitung Juna Esperantisto. Danach las man viel von ihm bei Pola Esperantisto, Esperanta Voĉo, Esperanto Triumfonta und Heroldo de Esperanto. 
Dreher verfasste aber auch Linguistica. 1922 publizierte er ein vollständiges Esperantolehrbuch für Polen (mit vier Auflagen). Im Oktober 1927 leitete Dreher die erste Allpolnische Esperantokonferenz in Krakau, zu der ca. 110 Personen erschienen. 1928 folgte als Nachfolgeband für Fortgeschrittene Supera Kurso de Esperanto. 1931 gab er die satirische Anekdotensammlung Studo per rido heraus. Dreher leitete viele Sprachkurse und wurde Mitglied beim sprachbeobachtenden Lingva Komitato. Dreher lieferte einige Beiträge für das erste Esperantolexikon Enciklopedio de Esperanto.
Dreher wurde 1941 im Ghetto Lemberg von Nationalsozialisten ermordet.

## Werke (Auswahl)
- Anekdotaro, 1931
- Kompletny pdrecznik. (Samouczek W. 16 lekcjach) Jezyka Medzynarodowego Esperanto. Herausgegeben von Wojciech Olszowski, Krakau 1926 (Selbstlernkurs)
- Supera Kurso de Esperanto, 1928 (zweite Auflage 1932[6]; dritte Auflage 1958)
- Slownik Esperancko – Polski i Polsko – Esperancki, Eigenverlag, Krakau 1931 (kleines Wörterbuch)